# Toronto Sun

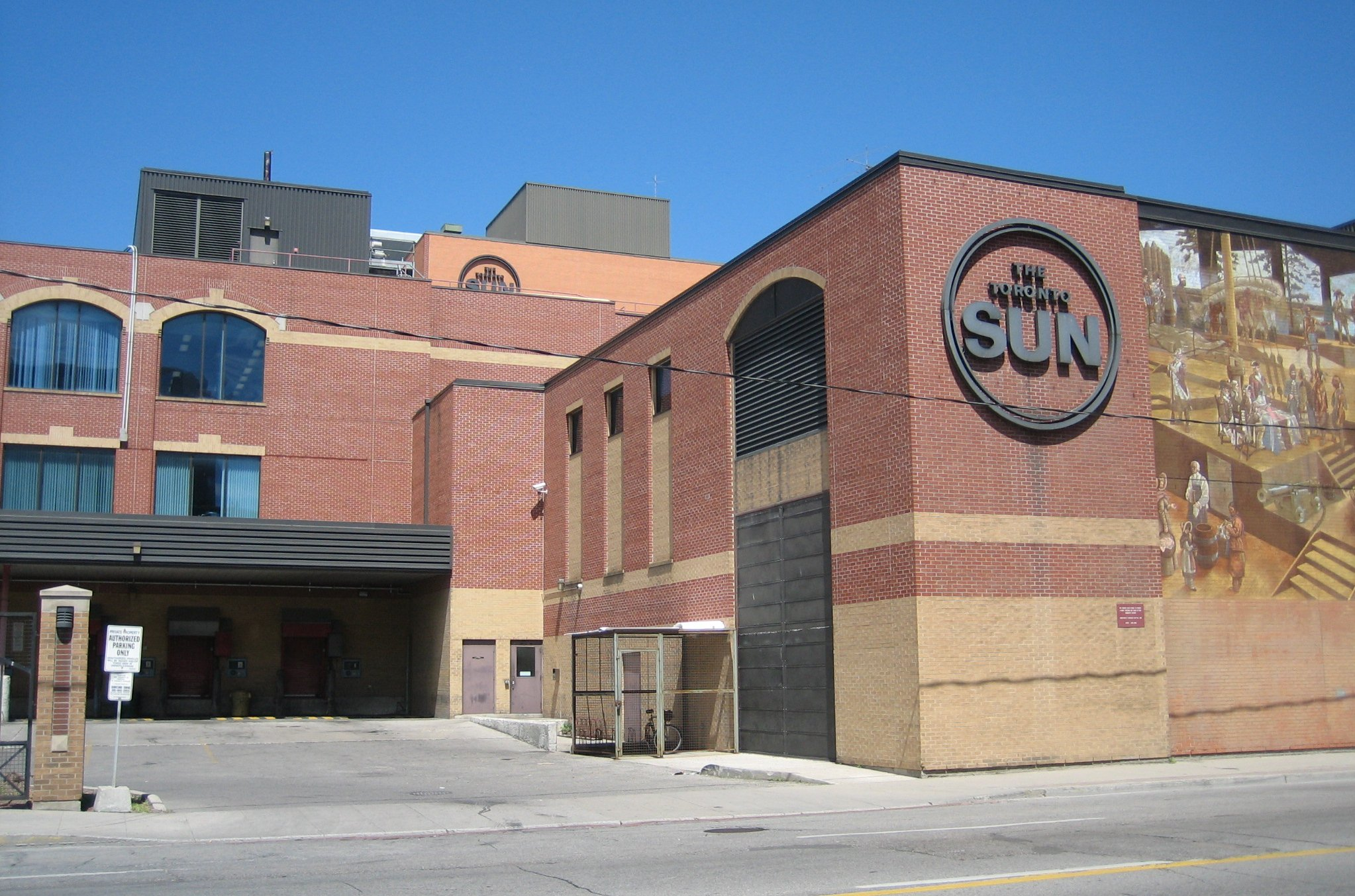
Imagen de la sede del Toronto Sun en el Toronto Sun Building, Canadá.

El Toronto Sun es un periódico canadiense de formato tabloide publicado en Toronto (Canadá) por Sun Media. Fue fundado en 1971 y tiene su sede en el Toronto Sun Building, Toronto. Como su homólogo el Ottawa Sun, publica diariamente la foto de una "Sunshine Girl" y su posición editorial es conservadora y populista.